# Trachea mnionia
Trachea mnionia là một loài bướm đêm trong họ Noctuidae.